# Поруба-під-Вигорлатом
Поруба-під-Вигорлатом (словац. Poruba pod Vihorlatom) — село, громада в окрузі Михайлівці, Кошицький край, Словаччина. Село розташоване на висоті 193 м над рівнем моря. Населення — 617 чол. (99 % — словаки). Вперше згадується в 1418 році. В селі є бібліотека та футбольне поле.

## Населення
| Рік:            | 1994. | 2004.   | 2014.   | 2024.   |
| --------------- | ----- | ------- | ------- | ------- |
| Кількість осіб: | 626   | 605     | 633     | 594     |
| Різниця:        |       | -3,35 % | +4,62 % | -6,16 % |

| Рік:            | 2023. | 2024.   |
| --------------- | ----- | ------- |
| Кількість осіб: | 589   | 594     |
| Різниця:        |       | +0,84 % |

## Пам'ятки
У селі є греко-католицька церква святого Марка в стилі бароко-класицизму (початок XIX століття).